# Granatnik l.Gr.W.36
Leichter Granatwerfer 36 (5cm) – niemiecki granatnik z okresu II wojny światowej.

## Historia konstrukcji
Na początku lat trzydziestych w Niemczech rozpoczęto prace nad lekkim granatnikiem o donośności kilkuset metrów, który miał stać się standardowym wyposażeniem każdego plutonu piechoty i umożliwić zwalczanie przeciwnika znajdującego się poza zasięgiem granatów ręcznych.
Pierwsze egzemplarze przekazano Wehrmachtowi na przełomie 1936 i 1937 roku. Broń otrzymała nazwę leichter Granatwerfer 36 (5cm), ale najczęściej stosowano skróty l.Gr.W.36 lub l.Gr.W.36(5cm). Do granatnika opracowano granat odłamkowy rażący skutecznie odłamkami w promieniu 20-30 metrów.
Pierwsze serie granatników były wyposażone w celownik-kątomierz, ale później z niego zrezygnowano i zastąpiono go białym pasem namalowanym na lufie. W następnych latach granatnik poddano drobnym modyfikacjom mającym na celu uproszczenie produkcji.
Granatniki l.Gr.W.36 stanowiły uzbrojenie wszystkich plutonów w dywizjach piechoty Wehrmachtu i Waffen-SS. Obsługę granatnika stanowiło trzech żołnierzy. Uzbrojenie osobiste obsługi stanowił karabinek (dowódca) i pistolety (celowniczy i ładowniczy). Granatnik po rozłożeniu był przenoszony na plecach przez celowniczego (płyta oporowa) i ładowniczego (lufa). Amunicja w skrzynkach zawierających po 10 granatów była przenoszona przez wszystkich członków obsługi (dowódca 10, celowniczy i ładowniczy po 20, razem 50 granatów na granatnik). O popularności granatnika może świadczyć liczba 555 959 granatów kalibru 50 mm zużytych przez wojsko niemieckie w trakcie walk we Francji w maju i czerwcu 1940 roku.
Doświadczenia bojowe potwierdziły wysoką skuteczność granatnika. Bardzo wysoka była zwłaszcza celność. Jednak po 1941 roku oceny stawały się bardziej krytyczne. Krytykowano szczególnie niewielką donośność granatów i ich siłę niszczącą. Niektóre źródła wspominają o próbach wystrzeliwania z granatników l.Gr.W.36 radzieckich granatów 50 mm (z granatnika wz. 38 i wz. 40).
Od 1942 roku granatnik wycofywano stopniowo z jednostek pierwszoliniowych, ale produkcje zakończono dopiero w czerwcu 1943 roku po wyprodukowaniu 31 836 granatników. Pomimo wycofania granatnika z uzbrojenia jednostek pierwszoliniowych w lutym 1945 roku Wehrmacht miał nadal na stanie 3953 sztuki tych granatników. W 1944 roku dużą partię l.Gr.W.36 przekazano Chorwacji.

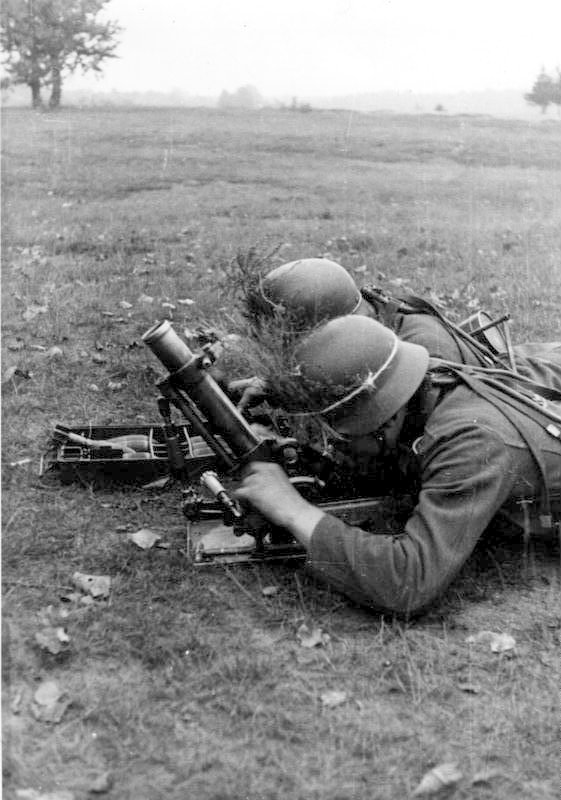
Obsługa granatnika na stanowisku bojowym

## Budowa
Granatnik ten był zespołową bronią jednostrzałową, odprzodową, gładkolufową. Budową przypominał moździerz. Składał się z płyty oporowej połączonej z lufą kalibru 50 mm za pomocą specjalnego sworznia ułatwiającego szybkie rozkładanie granatnika. Mechanizm spustowy był uruchamiany dźwignią spustową.

## Dane taktyczno-techniczne
| Wzór                                           | leichter Granatwerfer 36 (5cm) |
| Kaliber (mm)                                   | 50                             |
| Masa całkowita (kg)                            | 14,2                           |
| Donośność (m)                                  | 75–575                         |
| Kąt podniesienia lufy (stopnie)                | 42–85                          |
| Kąt ostrzału w płaszczyźnie poziomej (stopnie) | +/- 17                         |
| Prędkość początkowa pocisku (m/s)              | 75                             |
| Szybkostrzelność praktyczna (strz/min)         | 15–25                          |
| Masa granatu (kg)                              | 0,9                            |